# Căldăraru
Căldăraru est une commune roumaine située dans le județ d'Argeș.

## Démographie
En 2021, la population était de 2 064 habitants.